# یواس‌اس آلباتروس (ام‌اس‌سی-۲۸۹)
یواس‌اس آلباتروس (ام‌اس‌سی-۲۸۹) (به انگلیسی: USS Albatross (MSC-289)) یک کشتی بود که طول آن ۱۴۴ فوت (۴۴ متر) بود. این کشتی در سال ۱۹۶۰ ساخته شد.